# 新藤まなみ
新藤 まなみ（しんどう まなみ、1992年7月25日 - ）は、日本のタレント、グラビアアイドル。東京都出身。ダンドル所属。旧芸名は太田 希望（おおた のぞみ）。

## 略歴
東京都出身。高校生の時にモデル活動を開始。2014年より王様のブランチでブランチリポーターを務めた。
2015年から2016年まで、アイドルグループ・ハート×ストリングスのメンバーとして活動。
その後、放課後プリンセス候補生として活動し、2017年2月25日卒業。
2017年6月、新藤まなみに改名することを発表。翌7月には初のグラビア作品となる『まなみごと』を発売した。
2022年8月、フルヌード写真集『Queens』を発売。13日公開の初主演映画『遠くへ,もっと遠くへ』でも、ベッドシーンで胸を露にしていることを明かした。
2023年9月公開の映画『卍』でダブル主演を務め、初の女性とのベッドシーンに挑む。
2024年9月、帰結性大腸炎＆腹水で緊急入院し、5時間にわたる手術を受けた。

## 人物
- 日本語・英語・中国語・インドネシア語・ミャンマー語の5ヶ国語を解する[9]。
- 美容師の資格を有している。
- 1997年公開の映画『ひみつの花園』に出演した太田希望は別人。

## 出演

### 映画
- 遠くへ, もっと遠くへ（2022年、レジェンド・ピクチャーズ） - 主演・小夜子 役[10]
- 卍（2023年9月9日、レジェンド・ピクチャーズ） - 主演・光子 役[6]
- 愛のぬくもり（2024年7月6日、ムービー・アクト・プロジェクト） - 辺見由莉奈 役[11]

### ドラマ
- ラスト♡シンデレラ（2013年、フジテレビ系） - 竹原みどり 役
- 警視庁捜査一課9係 season8（2013年、テレビ朝日系）
- 獣電戦隊キョウリュウジャー（2013年、テレビ朝日系）

### テレビ番組
- ゲーム★マニアックス（2012年7月7日 - 2015年2月21日、ANIMAX）

- 王様のブランチ（2014年1月11日 - 2015年1月10日、TBS系） - ブランチリポーター[1]
- 北海道独立宣言（2019年4月9日 - 9月4日、北海道放送）

- あなたと温泉に行ったら…（2020年8月24日・2021年8月31日・9月1日、フジテレビONE・フジテレビNEXT）

### CM
- 西友「みなさまのお墨付き」（2013年）

## 作品

### イメージビデオ
- まなみごと（2017年7月28日、イーネット・フロンティア）
- まなみのヒミツ（2021年10月20日、ラインコミュニケーションズ）[1]
- 野ばら（2022年4月22日、竹書房）[9]
- 偏愛 Go crazy（2022年10月25日、Air control）
- 美女のエキス（2023年2月28日、Air control）
- とろける果実（2023年8月30日、スパイスビジュアル）
- 禁じられた遊び（2023年11月28日、Air control）
- 性愛（2024年4月24日、スパイスビジュアル）
- 無双彼女（2024年10月22日、Air control）
- 濡れるまなざし（2025年5月28日、スパイスビジュアル）[12]

### VR
- 新藤まなみと一線を越えたイケナイ関係、そういう世界。（2022年7月29日、ファンタスティカ）
- 新藤まなみと身体が重なり合う幸せの瞬間、そんな世界。（2022年8月12日、ファンタスティカ）

### 写真集
- 蠱惑（2021年7月23日、講談社）
- 秘蜜（2022年2月11日、講談社）
- Queens（2022年8月4日、講談社）
- Queens オール未公開スペシャルEdition（2022年9月30日、講談社）